# Richard Hell and The Voidoids

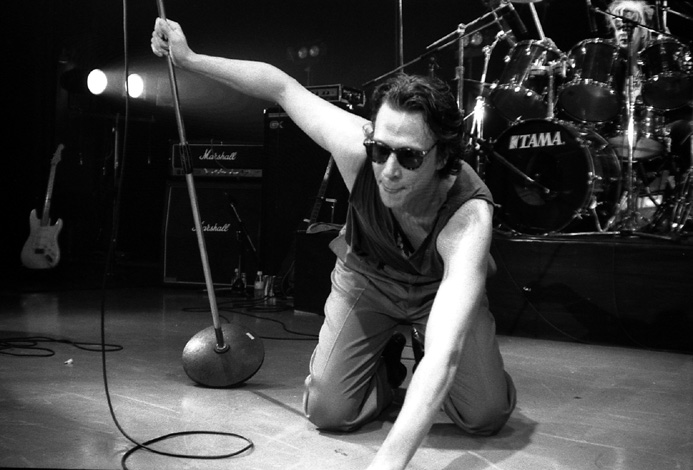
Richard Hell - Namensgeber und Mitbegründer der Band Richard Hell and The Voidoids

Richard Hell and The Voidoids waren eine US-amerikanische Punkband. Sie waren vor allem für ihre nihilistische Stimmung bekannt. Der Song Blank Generation auf dem gleichnamigen Album wurde zu einer Hymne der New Yorker Punkbewegung.

## Geschichte
Richard Hell hatte sich im Mai 1975 von Television getrennt und mit Johnny Thunders und Jerry Nolan, die die New York Dolls verlassen hatten, The Heartbreakers gegründet. 1976 kam es jedoch zum Bruch und Hell verließ die Band. Im selben Jahr gründete er mit Robert Quine, Ivan Julian und Marc Bell Richard Hell and The Voidoids, die 1977 ihr erstes Album Blank Generation veröffentlichten. In den folgenden Jahren war Hell aufgrund seiner Drogenabhängigkeit nicht zu Aufnahmen in der Lage. Erst fünf Jahre später gelang es, ein zweites Album aufzunehmen. Destiny Street sollte allerdings auch die letzte Studioaufnahme werden, denn im selben Jahr trennte sich die Band. 1989 erschien mit Funhunt: Live at the CBGB’s ein Live-Album.
Während Hell nur noch einmal Anfang der 1990er-Jahre als Musiker von sich hören ließ, blieben Robert Quine als Gitarrist unter anderem bei Brian Eno oder Lou Reed und Marc Bell als Marky Ramone bei den Ramones in der Musikbranche bekannt.
In Ulli Lommels Spielfilm Blank Generation (1980) traten die Bandmitglieder als Schauspieler auf. Richard Hell übernahm eine der Hauptrollen und verfasste mit Lommel gemeinsam das Drehbuch.

## Bandmitglieder
- Richard Hell – Gesang, E-Bass
- Robert Quine – E-Gitarre
- Ivan Julian – E-Gitarre
- Marc Bell (Marky Ramone) – Schlagzeug

## Diskografie

### Alben
- Blank Generation, 1977
- Destiny Street, 1982
- Funhunt, 1989

### Singles
- Another World, 1976
- Blank Generation, 1977
- The Kid with the Replaceable Head, 1979

### EPs
- The Neon Boys / Richard Hell & The Voidoids (Part III), 1980